# علی دیواندری
علی دیواندری (زادهٔ ۱۵ شهریور ۱۳۳۶ در سبزوار) نقاش، کارتونیست، مجسمه‌ساز، طراح گرافیک، تصویرساز و روزنامه‌نگار با سابقهٔ ایرانی است. شروع فعالیت‌های وی در عرصهٔ طراحی و کاریکاتور به ۱۳۵۴ برمی‌گردد. شهرت دیواندری بیشتر به‌خاطر کسب جوایز متعدد، در نمایشگاه‌های جهانی‌است. او از اولین کارتونیست‌های ایرانی‌است که از ۱۳۶۹ و با محدود شدن فضای مطبوعاتی ایران به شرکت در نمایشگاه‌های بین‌المللی روی آورد و در طی چند سال جوایز متعددی را از آن خود کرد، به‌طوری‌که او را پر افتخارترین کارتونیست نمایشگاهی دههٔ هفتاد لقب دادند. در ۱۳۷۶، دیواندری به عنوان دبیر و مدیر اجرایی اولین جشنوارهٔ بین‌المللی کاریکاتور انسان و طبیعت در ایران به فعالیت پرداخت و در طی سال‌های فعالیت خود، در چندین نمایشگاه کاریکاتور در ایران و ترکیه عضو هیئت داوران بوده و آثارش در نمایشگاه‌ها، مجلات و روزنامه‌های ۳۴ کشور جهان منتشر شده‌است.

## زندگی
علی دیواندری در ۱۵ شهریور ۱۳۳۶ در سبزوار خراسان متولد شد. او فرزند بزرگ خانواده‌است و سه برادر و دو خواهر دارد. مادرش خانه‌دار و پدرش، محمد دیواندری (۱۳۸۸–۱۳۰۴) دندان‌ساز تجربی بود. سال‌ها قبل از تولد او، پدرش روستا را ترک و به شهر سبزوار مهاجرت کرد. کودکی و نوجوانی او در سبزوار گذشت و تابستان‌ها اغلب اوقاتش را در روستای اجدادی خود، دیواندر، به کار و گردش در میان روستاییان می‌گذراند. دیواندری دربارهٔ اولین نشانه‌های علاقه‌مندی‌اش به طراحی می‌گوید:
خیلی زود نقاشی جایش را در قلب من باز کرد. اولین مشوق من در هنرهای تجسمی و به‌ویژه نقاشی مادرم بود. کمپوزیسیون را از پدر دندانسازم آموختم و ذوق طنز را از بابا کلانم (به خراسانی یعنی پدر بزرگ) دارم. مردم روستای ما در رفتار و گفتار خود طنز تیزی دارند که تا مغز استخوان نفوذ می‌کند و اگر کسی طاقت نداشته باشد، ممکن است ناخودآگاه خودکشی کند!
آغاز فعالیت‌های هنری او به سال‌های ۱۳۵۲ تا ۱۳۵۴ برمی‌گردد. دیواندری در طی آن سال‌ها ضمن تحصیل در دبیرستان ابن یمین سبزوار به کشیدن کاریکاتور و طراحی نیز مشغول بود. اولین نشانه‌های حضور وی در مطبوعات نیز مربوط به همین سال‌هاست، که طرحی از او در تاریخ ۳۰ شهریور ۲۵۳۵ شاهنشاهی در صفحهٔ ۳ روزنامه کیهان شمارهٔ ۹۹۷۰ به چاپ رسید. 
او همچنین با تشکیل گروه بزرگچه پا به عرصهٔ تئاتر گذاشت و به طراحی صحنه و بازیگری مشغول شد. پوستر نمایش‌ها را طراحی می‌کرد و اعضای گروه در سبزوار پخش می‌کردند. از اولین نمایشنامه‌هایی که توسط گروه بزرگچه روی صحنه رفت می‌توان به بیگانه، توکائی در قفس، آدم آدم است و استثناء و قاعده اشاره کرد.
با به پایان رسیدن دوره دبیرستان، در سال ۱۳۵۵، اولین نمایشگاه انفرادی دیواندری، در زیرزمین ساختمان فرهنگ و هنر سبزوار، که حالت مستقل‌تری به آن داده بودند و قرار بود گالری کویر را در آن تأسیس کنند، برپا شد؛ اما با مخالفت عده‌ای، گالری کویر شکل نگرفت و چندی بعد دیواندری به تهران مهاجرت کرد. در سال ۱۳۵۸ وارد دانشکدهٔ هنرهای زیبای دانشگاه تهران شد و با تعدادی از مجلات و روزنامه‌ها شروع به کار کرد.

## فعالیت‌ها

### نقاشی
دیواندری در طول سال‌های فعالیت خود، در کنار کاریکاتور و طراحی گرافیک به نقاشی نیز پرداخته‌است. او در اواسط دههٔ هشتاد، کاریکاتور را اولویت دوم خود قراد داد و بیشتر به نقاشی پرداخت. سورئالیسم، نقاشی اکشن، کوبیسم و آبستره ازجمله مهمترین سبک‌هایی هستند که وی در مجموعه نقاشی‌هایش بیشتر به آن‌ها پرداخته‌است و اغلب با تکنیک رنگ روغن و آکریلیک روی بوم و فیبر کار شده‌اند. تا به امروز نمایشگاه کاملی از نقاشی‌های دیواندری در ایران برپا نشده ولی تعدادی از آن‌ها در نمایشگاه بین‌المللی طنز و کارتون مطبوعاتی سن-ژوست-لو-مارتل در فرانسه به نمایش درآمده‌اند.

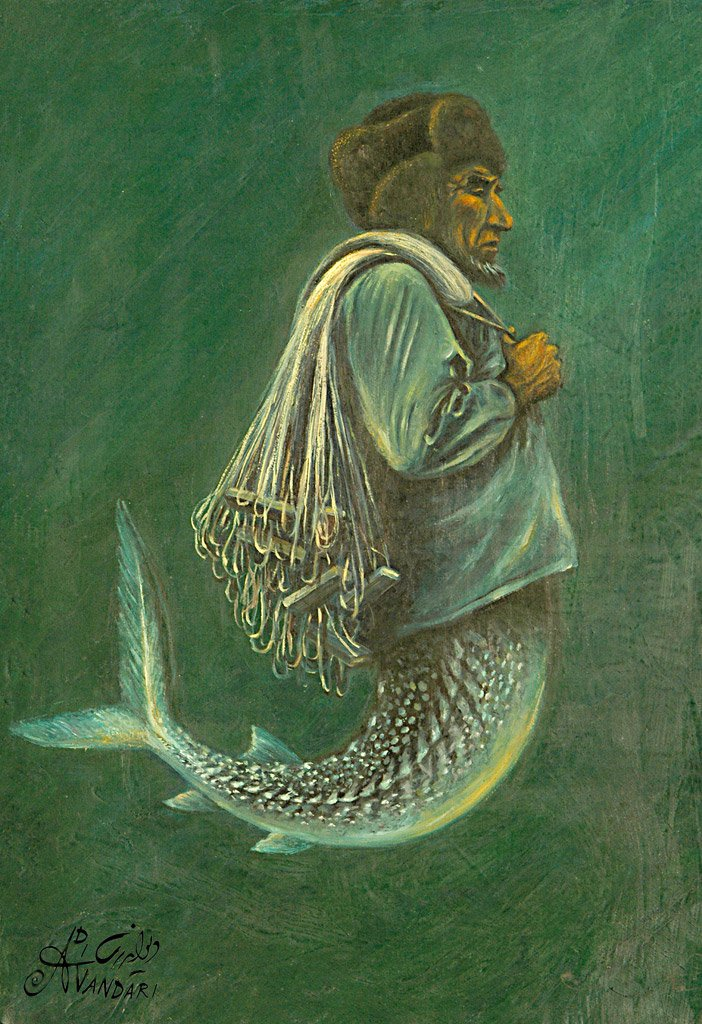
رنگ‌روغن روی بوم، ۷۰×۵۰
رنگ‌روغن روی بوم، ۷۰×۱۰۰
رنگ‌روغن روی بوم، ۴۰×۳۰
رنگ‌روغن روی بوم، ۷۰×۵۰

### کارتون و کاریکاتور
فعالیت وی در زمینهٔ کاریکاتور با کارتون مطبوعاتی آغاز شد. بیش از ۳۰۰ کارتون در بین سال‌های ۱۳۵۴ تا ۱۳۶۱ از او در مطبوعات ایران به چاپ رسیده که اغلب موضوعات خبری روز را پوشش می‌دهد. آثار او در این سال‌ها با سبکی بطورکامل متفاوت از آنچه در سال‌های بعد، از او در مطبوعات چاپ شد، منتشر شده‌است. کارتون‌های شرح دار او مختص همین سال‌هاست و دیواندری در سال‌های بعد بطورکامل از این سبک فاصله گرفت و طرح‌هایی که از او چاپ شد تنها جنبهٔ هنری پیدا کرد.
از سال ۱۳۶۹ و با محدود شدن فضای مطبوعاتی ایران، او ازجمله اولین کارتونیست‌هایی است که به نمایشگاه‌های جهانی کاریکاتور روی آورد و با کسب ۴۲ جایزهٔ جهانی و یک جایزهٔ داخلی، آثار خود را در ۳۴ کشور جهان منتشر کرد. دیواندری در سال ۱۳۷۶ اولین جشنوارهٔ بین‌المللی کاریکاتور انسان و طبیعت را در ایران برگزار کرد و در همان سال با سفر به کشور هلند به عنوان اولین کارتونیست ایرانی، در گردهمایی سالانه مدیران انجمن‌های کارتونیست‌های اروپایی شرکت کرد.

او همچنین عضو هیئت داوران اولین مسابقه بین‌المللی کاریکاتور در نهمین نمایشگاه بین‌المللی کتاب تهران ۱۳۷۵، مسابقه بین‌المللی کاریکاتور سینوپ ترکیه ۱۳۷۶، مسابقهٔ کاریکاتور بمب اتمی گل‌آقا در سال ۱۳۷۸، مسابقهٔ عکس و کاریکاتور ترانه‌های تلخ میهن من ۱۳۸۱ و دومین جشنواره کارتون محله ما ساری ۱۳۹۴ بوده‌است. او در تعریف خود از کاریکاتور می‌گوید:
معتقدم کاریکاتور پیامش را در نهایت ایجاز به مخاطبانش انتقال می‌دهد. کاریکاتور عصارهٔ تلخ و شیرین اندیشه‌های بشری و بیان‌کننده والاترین مضامین با حداقل مواد (قلم و کاغذ) در حداکثر تیراژ در دنیای معاصر است.

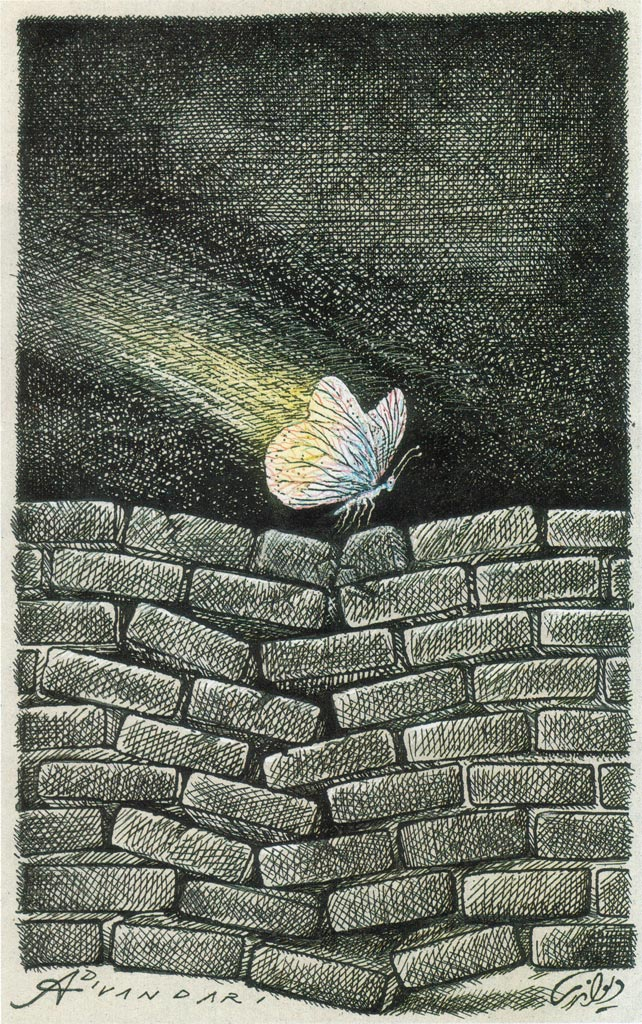
پروانه روی دیوار
پیروزی عقیم
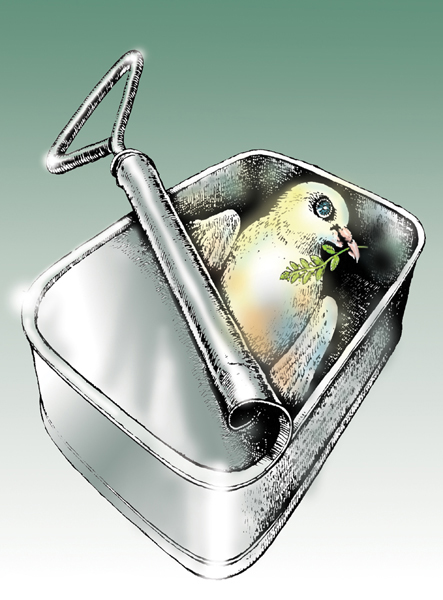
کنسرو آزادی

کاریکاتورهای وی تاکنون در نشریات داخلی و خارجی بسیاری ازجمله همشهری، ایران، آزاد، توانا، همبستگی، ندای قومس، محک، مهر، اطلاعات هفتگی، اختر، جستارهای شهرسازی، دنیای طنز، دنیای سخن، کتاب هفته، آفتابگردان، نوروز، ایران نیوز، پیام روز، پیام نو، حیات نو، یاس نو، طنز و کاریکاتور، ملت، اعتماد، تندیس، گل‌آقا، شرق، کلمه سبز و قانون، من هوآ شیء جیه (漫画世界)، دو شیء من یو هوآ (都市漫聿畫) و ژان گو من هوآ (中国漫画) در چین، Остен در مقدونیه، Перець در اوکراین، La Stampa در ایتالیا، Herêmî در کردستان، Penstuff در آمریکا و… به چاپ رسیده‌است.
آثار دیواندری همچنین توسط موزه‌های معتبر جهان همچون موزهٔ فورته دی مارمی ایتالیا، موزهٔ اومیا ژاپن، موزهٔ طنز گابروو لهستان، موزهٔ کاریکاتور استانبول ترکیه، موزهٔ ضد جنگ یوگسلاوی، موزهٔ ساتیریکون لگنیکا لهستان، موزهٔ بین‌المللی کاریکاتور تولنتینو ایتالیا، موزهٔ جهانی کاریکاتور دانشگاه آنادولو ترکیه، موزهٔ بین‌المللی کاریکاتور قبرس، موزه هنرهای معاصر ایران و خانه هنرمندان ایران نگهداری می‌شود و در جشنواره‌ها و نمایشگاه‌های بین‌المللی آرژانتین، آلمان، آمریکا، اسپانیا، انگلستان، اوکراین، برزیل، بلژیک، بلغارستان، پرتقال، تایوان، چین، روسیه، رومانی، سوئد، سوییس، فرانسه، کانادا، کرواسی، کره جنوبی، کلمبیا، کوبا، مصر، مکزیک، نروژ، هلند، هند و یونان به نمایش درآمده‌است.

#### حضور داخلی و بین‌المللی
دیواندری به عنوان یک کارتونیست در مجامع هنری جهان شناخته شده تر از عرصهٔ داخلی‌است. به گفتهٔ او، یک هنرمند ایرانی برای عرضهٔ آثارش سه راه عمده در پیش رو دارد؛ اول آنکه آثارش را در یک نگارخانه به نمایش بگذارد، دوم اینکه آن‌ها را در یک نشریه یا کتاب به چاپ برساند و راه سوم شرکت در نمایشگاه‌های جمعی داخلی و بین‌المللی است؛ به اعتقاد او در شرایط کنونی، آسان‌ترین و در دسترس‌ترین راه برای عرضهٔ سالم و هنری یک کاریکاتور، ضمن حفظ استقلال شخصی کارتونیست، شرکت در نمایشگاه‌های معتبر جهانی‌است.

اما با وجود این، دیواندری تا به حال در هیچ‌یک از دوره‌های دوسالانهٔ کاریکاتور ایران شرکت نکرده و علت این کناره‌گیری از عرصهٔ داخلی را ارجحیت تشکیل انجمن کارتونیست‌های ایران بر برگزاری دوسالانه اعلام می‌کند. او جزء معدود کسانی‌است که در این سال‌ها بر ضرورت تشکیل این انجمن پافشاری کرده‌است. دیواندری در مصاحبه‌ای در این باره، مهمترین وظیفهٔ این انجمن را تصویب آیین‌نامه‌هایی برای رعایت حقوق کارتونیست‌ها در مطبوعات ایران، در مقابل ارباب جراید می‌داند و می‌گوید:

متأسفانه درحال حاضر هیچ تعرفه و قانونی بر کار ما حاکم نیست. درحالی که روزنامه‌های به ظاهر معتبر زیادی در کشور ما وجود دارند؛ ولی در این موارد بدیهی، به شدت ضدانسانی و غیراخلاقی عمل می‌کنند. نشریهٔ معتبر نشریه‌ای‌است که حقوق کلیهٔ مؤلفین خود اعم از نویسندگان، طراحان و عکاسان را رعایت کند. متأسفانه هنوز بدیهیات برای آن‌ها روشن نشده‌است که پای هر اثر باید نام صاحب آن اثر ذکر شود، بدون اجازهٔ صاحب اثر، آن را چاپ نکنند یا کار را بدون اجازه قیچی نکرده و تغییر ندهند. برخی از آن‌ها ادعا می‍کنند که می‌خواهند هنرهای طنز تصویری را اشاعه دهند درحالی که آشکارا حقوق مادی و معنوی هنرمندان را نقض می‌کنند.

#### تحلیل آثار

تصویرسازی به قلم دیواندری

در نگاه منتقدان دو دیدگاه متفاوت نسبت به آثار دیواندری وجود دارد؛ گروهی از آنان معتقدند که او در طراحی فرم‌ها هیچگاه به زبان بصری واحدی نرسیده و کارتونیستی بیشتر غریزی‌است تا تکنیکی، در آثار مختلف تغییر لحن و سبک داده و از این قطعات پراکنده به سختی می‌توان پازل شخصیت و تفکرات او را کامل کرد و از چیزی به عنوان «سبک دیواندری» در طراحی صحبت کرد. در مقابل این نگاه، دیدگاه دیگری کاریکاتورهای او را از نظر تکنیکی دارای قدرت در طراحی، پرکار، همراه با ورزیدگی در هاشور و ترکیب‌بندی چشم‌نواز می‌داند و معتقدند آثارش به جای اینکه به طرف اغراق‌های کاریکاتوری تمایل داشته باشد، بیشتر طرح‌های ورزیده‌ای‌است که در ترکیب‌بندی، با استفاده از تکنیک‌های تضاد، تناقض، ناهمگونی و عدم تجانس، کارتون را می‌سازد.

در جمع‌بندی این دیدگاه‌ها و با نگاهی کلی‌تر به مجموعه آثار وی می‌توان دریافت که دیواندری در کارهایش اهل تجربه و گاه آزمون و خطاست. طرحی با یک موضوع واحد را چندین بار با تکنیک‌های مختلف اجرا می‌کند و در معرض داوری نمایشگاه‌های جهانی قرار می‌دهد. چیزی که درروند ذهنی این هنرمند قابل تشخیص‌تر است، استفادهٔ دوره‌ای وی از یک عنصر خاص (المان، موتیف، نماد) در شرایط و وضعیت‌های گوناگون است. با ورق زدن کتاب لبخند بزن مونالیزای دیواندری می‌توان مجموعه‌ای از طرح‌ها را یافت که از یک سمبل واحد استفاده می‌کنند، به‌طور مثال مجموعهٔ دارآباد، صندلی‌ها، تابوت‌ها، گوسفندان، مورچه‌ها، هواپیما، شوالیه‌ها و… از طرفی کارهای زیادی هم در هیچ گروهی نمی‌گنجند و تکنوازی می‌کنند. برخی معتقدند، استفادهٔ دیواندری از نمادها باعث نشد که وی به سمت نوعی بیان دو پهلو و چندگانه گرایش پیدا کند تیزی طنز عیان آثار او جایی برای دو پهلو بودن کارهایش نگذاشته و می‌توان این را به حساب حضور مداوم وی در عرصهٔ کاریکاتور جهانی گذاشت که باعث شده بود، کاریکاتورهایش صریح‌تر و دلنشین‌تر شود. اما در بررسی کاریکاتورهای او نباید غفلت کرد که دیواندری با این که به جشنواره‌ها متمایل گشت، اما از کشیدن کاریکاتورهایی با بن‌مایه‌های سیاسی و اجتماعی دور نشد.

آثار او محدود به سبک خاصی نیست و از تکنیک واحدی پیروی نمی‌کند، گاهی با رنگ روغن، گاهی آکرلیک، مدادرنگی، آبرنگ، راپید، بوم، فیبر، مقوا، پارچه و حتی در برخی آثارش با چسباندن موکت روی بوم چمن را به بیننده نشان می‌دهد. برخی آثار وی را به سختی می‌توان به یکی از زمینه‌های تصویرسازی، کارتون یا نقاشی محدود کرد بلکه باید ترکیبی از آن‌ها دانست. اما گذشته از این فرم‌های متفاوت بصری، و نداشتن سبکی واحد که بتوان از آن به عنوان «سبک دیواندری» نام برد، مضمونی مشترک در مجموعهٔ آثار وی وجود دارد که می‌توان از روی آن پازل شخصیتی و تفکرات او را کامل کرد.

### طراحی گرافیک
آغاز فعالیت‌های دیواندری در زمینهٔ طراحی گرافیک به سال ۱۳۵۴ برمی‌گردد، اما او در سال ۱۳۵۸ با شرکت در کنکور هنر وارد دانشکدهٔ هنرهای زیبای دانشگاه تهران شد و در رشتهٔ گرافیک شروع به تحصیل کرد. بعد از انقلاب فرهنگی در دانشگاه‌ها، در سال ۱۳۶۶ به دانشگاه بازگشت اما در سال ۱۳۷۰، در ترم آخر، دانشگاه را ترک کرد. دیواندری با تأسیس مؤسسه اوج گرافیک ایران در سال ۱۳۶۳ شکل رسمی‌تری به فعالیت‌های گرافیکی خود داد و متجاوز از ۳۰ پوستر برای جامعهٔ ریخته‌گران ایران طراحی و اجرا کرد. او همچنین در سال‌های ۱۳۶۹ تا ۱۳۷۵ به عنوان طراح گرافیک، با مجلات تدبیر و دانش مدیریت همکاری می‌کرد. دیواندری در سال ۱۳۸۰ جایزهٔ بین‌المللی طنز گرافیکی موزهٔ فورته دی مارمی ایتالیا را به خاطر مجموعه آثار و فعالیت‌هایش از آن خود کرد.

#### طراحی پوستر

پوستر اولین نمایشگاه بین‌المللی کتاب تهران، ۱۳۶۶
پوستر دومین نمایشگاه بین‌المللی کتاب تهران، ۱۳۶۸
پوستر شصت و دومین همایش عمومی ایفلا، ۱۳۷۵
پوستر روز کتاب، کتابدار و اطلاع‌رسانی، ۱۳۸۳

#### طراحی نشانه

نشانه شرکت مارلیک سان
نشانه شرکت تک نما
نشانه نشر سهند
نشانه شرکت ایران تیار

#### طراحی روی جلد

روی جلد کتاب غزل فروش، نوشته علی معینی
روی جلد کتاب گفاره و فصل‌ها، نوشته مرتضی محمودی
روی جلد کتاب کتابخانه‌های عمومی در گذر زمان و چالش‌های آن
روی جلد فصلنامه‌های دانش مدیریت

### مجسمه‌سازی
از مهمترین فعالیت‌های او در این زمینه می‌توان به طراحی و اجرای تندیس اولین و دومین نمایشگاه بین‌المللی کتاب تهران در سال‌های ۱۳۶۶ و ۱۳۶۸ و نقش برجستهٔ چهرهٔ محمود دولت‌آبادی به سفارش انتشارات بزرگمهر در سال ۱۳۶۷ اشاره نمود. او به صورت جست و گریخته به ترکیب سنگ، چوب و فلز می‌پرداخت و برخی از آن آثار در نمایشگاه‌های او به نمایش درمی‌آمد، اما فعالیت‌های دیواندری در زمینه مجسمه‌سازی به آثار چیدمان و مفهومی او محدود نمی‌شود؛ او در سال ۲۰۰۵ دست به تجربهٔ جدیدی زد و شروع به کار با دستگاه حکاکی پنوماتیک کرد که نتیجهٔ آن ساخت دو مجسمهٔ گرانیتی و مرمری در فرانسه بود.

تندیس اولین نمایشگاه بین‌المللی کتاب تهران، ۱۳۶۶
تندیس دومین نمایشگاه بین‌المللی کتاب تهران، ۱۳۶۸
مجسمه مرمری ساخته شده در فرانسه، ۱۳۸۴
نقش برجسته چهره محمود دولت آبادی، ۱۳۶۷

## کتاب
در سال ۱۳۸۰ مجموعه‌ای از طرح‌ها و کاریکاتورهای او با نام لبخند بزن مونالیزا توسط انتشارات روزنه در ۲۷۰ صفحهٔ سیاه و سفید و به شماره شابک شابک ‎۹۶۴−۳۳۴−۰۸۴−۸ منتشر شد. طراحی گرافیک این مجموعه را جمال رحمتی بر عهده داشت. دیواندری در مقدمهٔ کتاب آورده‌است:
گذرنامهٔ اصلی من یک کاریکاتور بود با آن به پرواز درآمدم و از مرز هفت کشور کهن عبور کردم، لب اقیانوس آرام نشستم و پاهایم را در آب‌های بین‌المللی شستم. جادوی طنز و تصویر، باید آن را تماشا کنی. کلمه این‌جا نارساست.

## نمایشگاه‌ها

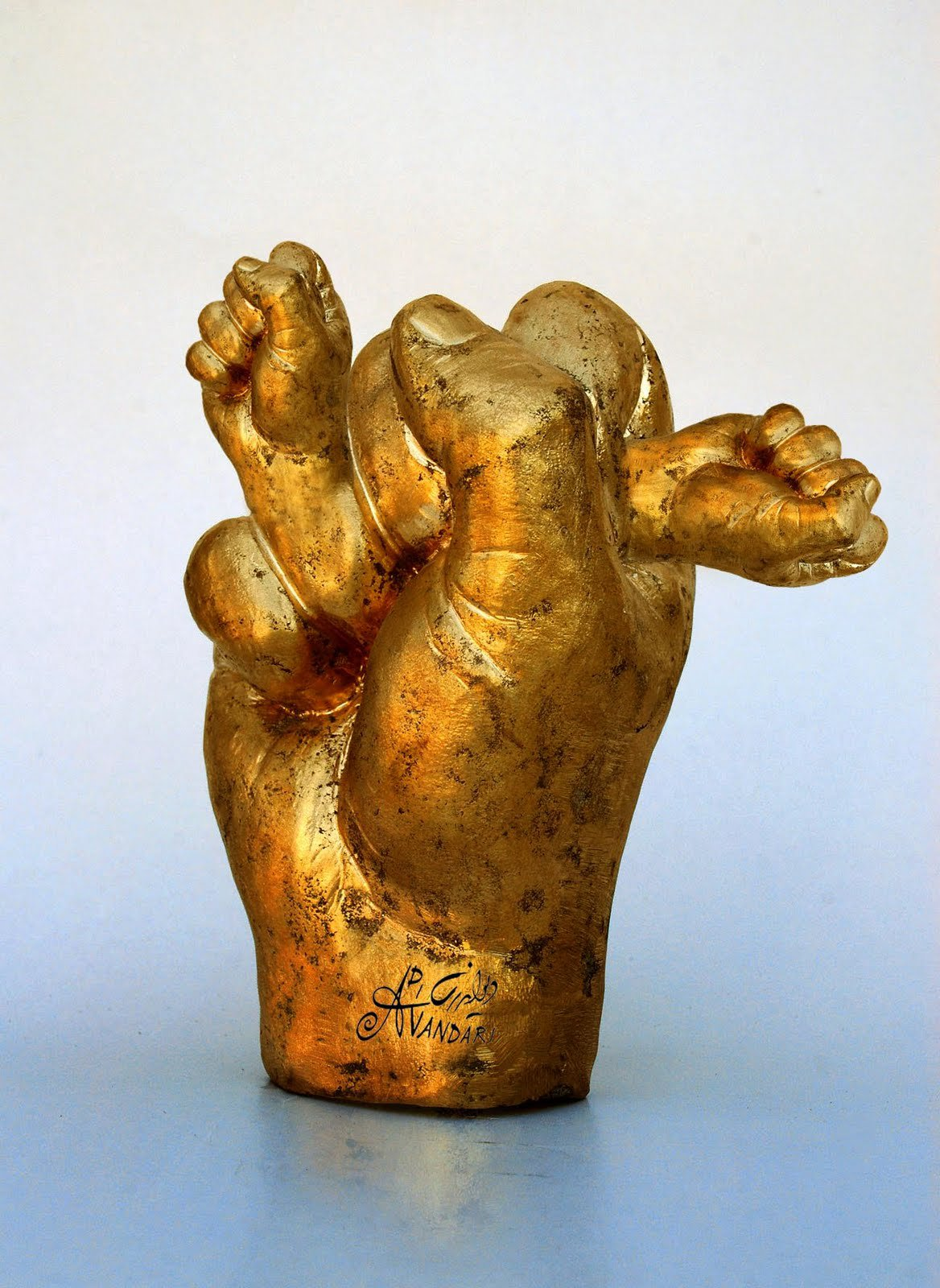
مجسمهٔ برنزی ساخت دیواندری

### فردی
- گالری کویر سبزوار، ۱۳۵۵
- نگارخانه اندیشه، ۱ تا ۱۰ بهمن ۱۳۷۴، ۵۰ اثر[۴۳][۴۴][۴۵]
- خانهٔ هنر آبشار سبزوار، مهر ماه ۱۳۷۹، ۳۰ کارتون[۴۶]
- گالری سیحون، ۳۱ فروردین تا ۵ اردیبهشت ۱۳۸۱، ۳۰ کارتون و مجسمه[۴۷][۴۸][۴۹]
- گالری یاسمی تبریز، ۲۶ تا ۳۰ مهر ۱۳۸۱، ۴۰ کارتون[۵۰][۵۱][۵۲]
- گالری کلبهٔ جوان اردبیل، ۱۹ تا ۲۷ مرداد ۱۳۸۳، ۳۶ کارتون
- خانه کاریکاتور اصفهان، ۷ تا ۱۸ شهریور ۱۳۸۳، ۴۰ کارتون و تصویر سازی[۵۳]
- گالری ثالث، ۱۷ تا ۳۰ دی ۱۳۸۳، ۲۸ کارتون و مجسمه[۵۴][۵۵]
- گالری آبان، ۲ تا ۷ بهمن ۱۳۸۳، ۳۰ کارتون و مجسمه[۵۶][۵۷]

### گروهی
- گالری افرند، ۵ تا ۱۵ دی ۱۳۷۳، ۸ کارتون[۵۸][۵۹]
- نگارخانه هنر ایران، ۶ تا ۱۵ اسفند ۱۳۷۴، ۱۰ کارتون
- گالری سیحون، ۲۳ تا ۲۸ تیر ۱۳۸۶، ۱۲ کارتون[۶۰]

## جوایز و افتخارات
| عنوان جایزه                  | عنوان نمایشگاه                                                | کشور          | سال  |
| ---------------------------- | ------------------------------------------------------------- | ------------- | ---- |
| اثر شایسته تقدیر             | سیزدهمین مسابقهٔ بین‌المللی کاریکاتور «یومیوری»                 | ژاپن          | ۱۳۷۱ |
| اثر برگزیده                  | سومین جشنوارهٔ بین‌المللی کاریکاتور «اوختسک»                    | ژاپن          | ۱۳۷۱ |
| جایزهٔ ویژه                   | هفتمین نمایشگاه بین‌المللی طراحی طنزآمیز ورزشی «آنکونا»        | ایتالیا       | ۱۳۷۲ |
| جایزهٔ سوم                    | بیست و پنجمین نمایشگاه جهانی کاریکاتور اسکوپیه                | مقدونیه شمالی | ۱۳۷۲ |
| جایزهٔ ویژه                   | چهل و هفتمین نمایشگاه بین‌المللی طنز «بوردیگرا»                | ایتالیا       | ۱۳۷۳ |
| اثر شایستهٔ تقدیر             | چهارمین جشنوارهٔ بین‌المللی کاریکاتور «سئول»                    | کره جنوبی     | ۱۳۷۳ |
| جایزهٔ چهارم                  | ششمین جشنوارهٔ بین‌المللی کاریکاتور «اولن»                      | بلژیک         | ۱۳۷۳ |
| جایزهٔ پنجم                   | سومین مسابقهٔ بین‌المللی کاریکاتور «تائجون»                     | کره جنوبی     | ۱۳۷۳ |
| اثر برگزیده                  | ششمین جشنواره بین‌المللی کاریکاتور «اوختسک»                    | ژاپن          | ۱۳۷۴ |
| جایزهٔ ویژه                   | چهارمین مسابقهٔ بین‌المللی کاریکاتور «تائجون»                   | کره جنوبی     | ۱۳۷۴ |
| اثر برگزیده                  | پنجمین جشنوارهٔ بین‌المللی کاریکاتور «سئول»                     | کره جنوبی     | ۱۳۷۴ |
| اثر برگزیده                  | هفتمین جشنوارهٔ بین‌المللی کاریکاتور «اوختسک»                   | ژاپن          | ۱۳۷۵ |
| اثر شایستهٔ تقدیر             | سیزدهمین مسابقهٔ بین‌المللی کاریکاتور «آیدین دوغان»             | ترکیه         | ۱۳۷۵ |
| اثر برگزیده                  | ششمین جشنوارهٔ بین‌المللی کاریکاتور «سئول»                      | کره جنوبی     | ۱۳۷۵ |
| جایزهٔ ویژه                   | نوزدهمین نمایشگاه بین‌المللی کاریکاتور «برینگن»                | بلژیک         | ۱۳۷۵ |
| جایزهٔ پنجم                   | ششمین مسابقه بین‌المللی کاریکاتور «تائجون»                     | کره جنوبی     | ۱۳۷۶ |
| جایزهٔ ویژه                   | نمایشگاه بین‌المللی کاریکاتور «ساتیریکون»                      | لهستان        | ۱۳۷۶ |
| اثر برگزیده                  | هشتمین جشنوارهٔ بین‌المللی کاریکاتور «اوختسک»                   | ژاپن          | ۱۳۷۶ |
| جایزهٔ دوم                    | اولین مسابقهٔ بین‌المللی کاریکاتور «موفلون»                     | قبرس          | ۱۳۷۶ |
| جایزهٔ ویژه                   | سیزدهمین جشنوارهٔ بین‌المللی کاریکاتور «اسلاوونسکی برود»        | کرواسی        | ۱۳۷۷ |
| جایزهٔ پنجم                   | هفتمین مسابقهٔ بین‌المللی کاریکاتور «تائجون»                    | کره جنوبی     | ۱۳۷۷ |
| اثر برگزیدهٔ مردم             | هشتمین جشنوارهٔ بین‌المللی کاریکاتور «اومیا»                    | ژاپن          | ۱۳۷۷ |
| جایزهٔ سوم                    | اولین مسابقهٔ بین‌المللی کاریکاتور «کارج ورلد»                  | تایوان        | ۱۳۷۸ |
| جایزهٔ دوم                    | چهارمین جشنوارهٔ بین‌المللی طنز و مطبوعات «ژووینیاک»            | فرانسه        | ۱۳۷۸ |
| جایزهٔ اول                    | مسابقهٔ بین‌المللی کاریکاتور «اکسپو ۲۰۰۰»                       | آلمان         | ۱۳۷۹ |
| جایزهٔ ویژه                   | بیستمین مسابقهٔ بین‌المللی کاریکاتور «نصرالدین هوجا»            | ترکیه         | ۱۳۷۹ |
| اثر برگزیده                  | سومین مسابقهٔ بین‌المللی کاریکاتور «کارج ورلد»                  | تایوان        | ۱۳۷۹ |
| جایزهٔ ویژه                   | اولین مسابقهٔ بین‌المللی کاریکاتور مدیترانه                     | ترکیه         | ۱۳۸۰ |
| جایزهٔ بین‌المللی طراحی گرافیک | بیست و نهمین جشنوارهٔ بین‌المللی طنز سیاسی «فورته دی مارمی»     | ایتالیا       | ۱۳۸۰ |
| جایزهٔ دوم                    | دومین مسابقهٔ بین‌المللی کاریکاتور «ایندیپندنس»                 | اوکراین       | ۱۳۸۱ |
| جایزهٔ سوم                    | اولین جشنوارهٔ بین‌المللی کاریکاتور «لنگ مو»                    | چین           | ۱۳۸۱ |
| جایزهٔ ویژه                   | اولین جشنوارهٔ بین‌المللی کاریکاتور «لنگ مو»                    | چین           | ۱۳۸۱ |
| اثر شایستهٔ تقدیر             | دومین مسابقهٔ بین‌المللی کاریکاتور «گل‌آقا»                      | ایران         | ۱۳۸۲ |
| اثر برگزیده                  | دومین مسابقهٔ بین‌المللی کاریکاتور «لنگ مو»                     | چین           | ۱۳۸۲ |
| جایزهٔ سوم                    | دومین جشنوارهٔ اینترنتی کاریکاتور آزاد «کارتونت»               | چین           | ۱۳۸۳ |
| اثر برگزیده                  | سومین مسابقهٔ بین‌المللی کاریکاتور «لنگ مو»                     | چین           | ۱۳۸۳ |
| اثر برگزیده                  | اولین مسابقهٔ بین‌المللی کاریکاتور «رد من»                      | چین           | ۱۳۸۵ |
| اثر برگزیده                  | پنجمین جشنواره اینترنتی کاریکاتور آزاد «کارتونت»              | چین           | ۱۳۸۵ |
| جایزهٔ سوم                    | هفتمین مسابقهٔ بین‌المللی کاریکاتور مدیترانه                    | ترکیه         | ۱۳۸۶ |
| اثر برگزیده                  | اولین بینال بین‌المللی کاریکاتور و تصویرسازی «مستر کاپ»        | چین           | ۱۳۸۶ |
| اثر شایستهٔ تقدیر             | شانزدهمین مسابقهٔ بین‌المللی کاریکاتور «دایجون»                 | چین           | ۱۳۸۶ |
| اثر برگزیده                  | دومین مسابقهٔ بین‌المللی کاریکاتور «رد من»                      | چین           | ۱۳۸۷ |
| اثر شایستهٔ تقدیر             | نمایشگاه بین‌المللی کاریکاتور «موسل اند فیش»                   | بلغارستان     | ۱۳۸۸ |
| جایزهٔ ویژه                   | اولین مسابقهٔ بین‌المللی کاریکاتور «کبک بنانا»                  | کانادا        | ۱۳۸۹ |
| جایزهٔ دوم                    | اولین نمایشگاه بین‌المللی کاریکاتور «شهر استانبول»             | ترکیه         | ۱۳۹۲ |
| اثر برگزیده                  | جشنواره بین‌المللی کارتون سایتاما: بهترین کاریکاتورهای «نیپون» | ژاپن          | ۱۳۹۴ |

## در نشریات

### مقالات
مقاله‌های دیواندری در زمینه‌های مختلف هنری و به‌ویژه معرفی کاریکاتوریست‌های مطرح دنیا، که اغلب همراه مصاحبه‌ای با آن‌ها نگاشته می‌شدند از سال ۱۳۷۴ در نشریاتی همچون ماهنامهٔ کیهان کاریکاتور، روزنامهٔ همشهری، کتاب ماه هنر و ماهنامهٔ گل‌آقا به چاپ رسیده‌اند، که مهمترین آن‌ها عبارتند از:

### سفرنامه‌ها
دیواندری برای دریافت جوایز خود و حضور در نمایشگاه‌های بین‌المللی کاریکاتور به ۱۱ کشور دنیا سفر کرده و خاطرات بعضی از آن‌ها را در قالب سفرنامه‌هایی در نشریات ایران به چاپ رسانده‌است. علی بابا و چهل کارتونیست فرنگی نام یکی از این سفرنامه‌ها است که با بیانی طنزگونه به مقدمات سفر و آشنایی با کارتونیست‌های حاضر در جشنوارهٔ جهانی سن-ژوست-لو-مارتل فرانسه می‌پردازد. این لحن طنزآمیز در سفرنامهٔ هلند او نیز وجود دارد، به‌طوری‌که دیواندری برای سفر به این کشور از هفت خان می‌گذرد. تنها دو قسمت اول این سفرنامه، با عنوان سفر به سرزمین لاله‌ها و دون کیشوت ثانی در سرزمین آسیاب‌های بادی با حذف قسمت‌های زیادی در نشریات ایران به چاپ رسیده‌است.